# Ty Nichols
Ty Charles Nichols (* 13. Oktober 1996) ist ein US-amerikanischer Basketballspieler.

## Werdegang
Nichols wuchs mit sieben Geschwistern auf. 2003 starb sein Vater, der drei Jahre im Koma gelegen hatte, nachdem er von einem Auto angefahren worden war. Nichols, der auch ein begabter American-Football-Spieler war, gehörte in Chicopee (US-Bundesstaat Massachusetts) der Basketball-Schulmannschaft der Chicopee Comprehensive High School an, ehe er an die Putnam Vocational Technical Academy nach Springfield wechselte.
Von 2015 bis 2019 spielte Nichols während seines Studiums in New Hampshire für die Mannschaft des Keene State College in der dritten NCAA-Division. Er setzte sich in der ewigen Bestenliste der Hochschulmannschaft an die Spitze. In seiner letzten Saison am Keene State College erzielte Nichols 2018/19 im Durchschnitt 27,4 Punkte je Begegnung.
Seine Laufbahn im Berufsbasketball begann im Kosovo. In Tschechien war Nichols für BK Děčín (Oktober 2021 bis zum Ende des Spieljahres 2022/23) und Sluneta Ústí nad Labem (2023/24) tätig. Das Fachmedium Eurobasket.com zeichnete den US-Amerikaner als besten Spieler der tschechischen Narodni Basketbalova Liga der Saison 2023/24 aus.
Zu Beginn der Saison 2024/25 bestritt Nichols acht Spiele für den BK Patrioti Levice in der Slowakei und erzielte im Durchschnitt 18,5 Punkte je Begegnung. Im Dezember 2024 wurde er vom deutschen Bundesligisten EWE Baskets Oldenburg verpflichtet. Nach sieben Bundesliga-Einsätzen für die Niedersachsen, in denen er im Durchschnitt auf 4,4 Punkte kam, wechselte Nichols im Januar 2025 nach Polen zu Stelmet Zielona Góra. Bei der Mannschaft kam er deutlich besser zur Geltung als in Oldenburg und erzielte in 35 Einsätzen für den polnischen Erstligisten im Durchschnitt 15,9 Punkte.
Der griechische Erstligist GS Peristeri ließ im Sommer 2025 Nichols’ Verpflichtung verlauten.